# Igor (film)
Igor je americký animovaný film z roku 2008. Jeho režisérem byl Tony Leondis podle scénáře Chrise McKenny (na scénáři se dále v menší míře podíleli Tony Leondis, Dimitri Toscas a John Hoffman). Různé postavy dabovali John Cusack, Steve Buscemi, Jay Leno, Jennifer Coolidge a další. Film pojednává o asistentovi vědce, Igorovi, který by se rád dostal do vědecké soutěže.
Autorem originální hudby k filmu je Patrick Doyle. Dále se v něm nachází další písně, například od Louise Primy, Hanka Ballarda a Johnnyho Nashe.